# Ками, Хисао
Хисао Ками (яп. 上 久雄 Ками Хисао, род. 28 июня 1941, Хиросима) — японский футболист и тренер. Выступал за сборную Японии.

## Клубная карьера
На протяжении своей футбольной карьеры выступал за клуб « Ниппон Стил Явата», играть за который стал после окончания средней школы в 1960 году. В 1964 году в составе команды Ками стал обладателем Кубка Императора, а в следующем клуб вступил в новую созданную японскую футбольную лигу. В 1970 году завершил карьеру. Всего Ками провел 85 матчей и забил 5 голов в чемпионате, а также дважды был включен в символическую сборную чемпионата в 1966 и 1967 годах.

## Карьера в сборной
С 1964 по 1968 год сыграл за национальную сборную Японии 15 матчей. Принимал участие в Олимпийских играх 1964 года в Токио, где и состоялся его дебют в матче против Ганы 16 октября. Также он играл на Азиатских играх 1966 года и матчах квалификации на Летние Олимпийские игры 1968 года. Но вызова на игры в Мехико, куда пробилась сборная Японии, Ками не получил, завершив выступления в национальной команде в марте 1968 года матчем против Австралии.

## Тренерская карьера
После завершения игровой карьера Ками стал главным тренером «Явата Стил» в 1980 году в качестве преемника Тэруки Миямото. Но по окончании следующего сезона клуб занял предпоследнее место и впервые вылетел в Дивизион 2. Ками ушел в отставку в 1983 году, не добившись возвращения команды в высший дивизион страны. В 1987 году он вернулся в клуб и руководил им до 1989 года.

## Статистика

### В сборной
| Сборная Японии | Сборная Японии | Сборная Японии |
| Год            | Матчи          | Голы           |
| -------------- | -------------- | -------------- |
| 1964           | 1              | 0              |
| 1965           | 3              | 0              |
| 1966           | 5              | 0              |
| 1967           | 4              | 0              |
| 1968           | 2              | 0              |
| Итого          | 15             | 0              |